# عبد العظيم كامل
عبد العظيم كامل (10 نوفمبر 1918 - 6 سبتمبر 2008) ممثل مصرى إشتهر بأداء دور الطبيب والصحفى والمحامى. اكتشفه الريچيسير قاسم وجدى في فيلم إنتصار الشباب عام 1941. عمل موظفا حكوميا ثم قرر الاستقالة والتفرغ للفن، ولكنه لم يلبث أن عاد مرة أخرى للعمل واكتفى بالأدوار الصغيرة. يمكن رؤيته في دور الحاج مأمون صاحب ورشة الأحذية في فيلم الأصيل عام 1973 مع صلاح قابيل. عمل في التليفزيون في بعض السهرات التليفزيونية.

## أفلامه
- الحموات الفاتنات
- عفريتة إسماعيل ياسين
- جعلوني مجرما
- أيامنا الحلوة
- إسماعيل ياسين في الأسطول
- إسماعيل ياسين بوليس حربي
- سر طاقية الإخفاء
- بين الأطلال
- الرجل الثاني
- نهر الحب
- البنات والصيف
- يوم من عمري
- الشموع السوداء
- المجانين في نعيم

## وصلات خارجية
- عبد العظيم كامل على موقع الدهليز
- عبد العظيم كامل على موقع قاعدة بيانات الأفلام العربية
- من هو صاحب أشهر جملة في السينما المصرية؟